# Paradise (Neufundland und Labrador)
Paradise ist eine Kleinstadt (Town) auf der Halbinsel Avalon in der Provinz Neufundland und Labrador in Kanada. Die Stadt ist Teil der St. John’s Metropolitan Area und grenzt an die Stadt St. John’s, die Stadt Mount Pearl, die Stadt Portugal Cove-St. Philip’s und die Stadt Conception Bay South.

## Demographie
Der Zensus im Jahr 2016 ergab für die Gemeinde eine Bevölkerungszahl von 21.389. Bei den vorangegangenen Zensus 2006 und 2011 betrug die Einwohnerzahl 12.584 bzw. 17.695. Somit nahm in den letzten Jahren die Bevölkerung stetig zu.

## Geschichte
Der Ort wurde bereits im 18. Jahrhundert bewohnt, vor allem als Ackerland genutzt, aber erst in den 1830er und 1870er Jahren wuchs die Stadt als „Schlafstadt“ des nahe gelegenen St. John’s. Bis Anfang der 1990er Jahre, als die Stadt Paradise mit der Stadt St. Thomas zusammengelegt wurde, wuchs sie nur langsam.
Am 29. September 2009 fanden in den Gemeinden von Neufundland und Labrador Kommunalwahlen statt. In Paradise kandidierten zwei Personen für das Amt des Bürgermeisters – Amtsinhaber Ralph Wiseman und der 19-jährige Kurtis Coombs.
Am 30. September wurde bekannt gegeben, dass Coombs die Wahl gewonnen hatte und damit der jüngste Bürgermeister Kanadas war. Er hatte Wiseman mit 1821 Stimmen um drei Stimmen geschlagen, während Wiseman auf 1818 Stimmen kam. Eine Nachzählung ergab jedoch, dass die beiden gleichauf lagen. Nach dem Kommunalwahlgesetz von Neufundland und Labrador wird der Sieger bei Stimmengleichheit nach einer Nachzählung durch ein Losverfahren ermittelt. Wiseman wurde zum Bürgermeister erklärt, als ein Zettel mit seinem Namen aus einem Papierkorb gezogen wurde, der sowohl seinen Namen als auch den von Coombs enthielt. Coombs beantragte eine gerichtliche Neuauszählung und empfahl, eine weitere Wahl abzuhalten.
Am 6. Oktober ordnete ein Richter eine erneute Auszählung der Ergebnisse an, die am 13. Oktober stattfand. Am folgenden Tag wurde bekannt gegeben, dass die erneute Auszählung ein weiteres Unentschieden ergeben hatte. Die oberste Wahlleiterin der Stadt erklärte, dass das Ergebnis der Auslosung gültig sei und Wiseman somit Bürgermeister der Stadt bleibe.